# Hanwha Ocean
Hanwha Ocean Co., Ltd. (한화오션), anteriormente chamada Daewoo Shipbuilding and Marine Engineering (DSME), é um estaleiro de grande porte com sede em Seul na Coréia do Sul. A empresa é um dos "Três Grandes" construtores navais da Coreia do Sul (incluindo Hyundai Heavy Industries e Samsung Heavy Industries).

## História

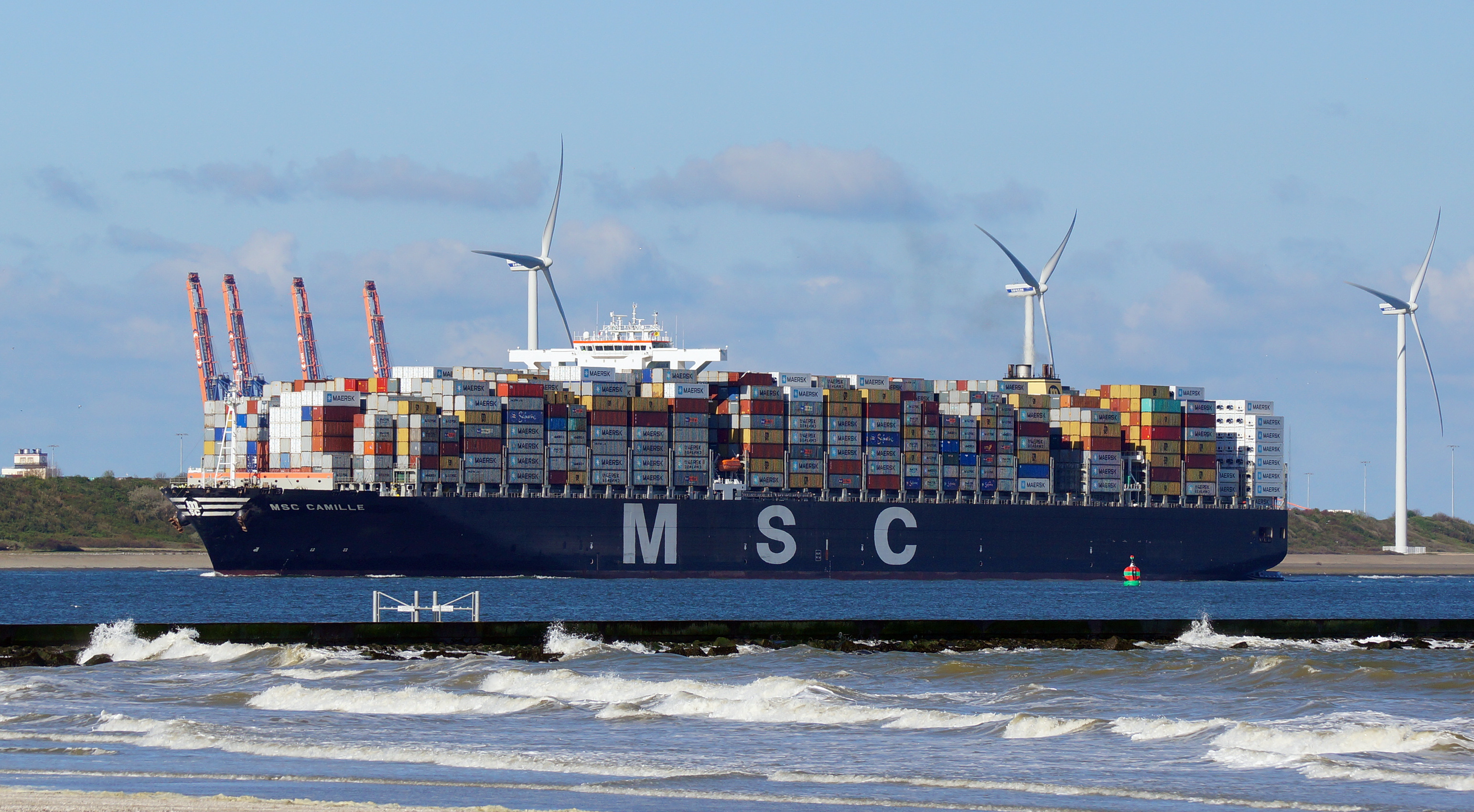
MSC Camille, construído pela Daewoo, para a Mediterranean Shipping Company

A DSME tem as suas ações cotadas na Korea Exchange. O Korea Development Bank é o maior acionista da Daewoo Shipbuilding & Marine Engineering. Em 2015 a empresa encerrou as atividades em suas filiais estrangeiras , incluindo a Daewoo Mangalia Heavy Industries e a DeWind. Dada a situação em que a DSME teve uma perda operacional trimestral de mais de 3 trilhões de wonss.
O Korea Development Bank (KDB), financiado pelo Estado, possui 55,7 por cento da Daewoo e vendeu sua participação em 2019 para a Hyundai Heavy Industries, o maior grupo de construção naval do mundo.